# 阿达·罗戈夫采娃
阿达·尼古拉耶芙娜·罗戈夫采娃（羅馬化：Ada Mykolaivna Rohovtseva；1937年7月16日—）是乌克兰裔苏联女演员。自1957年以来，她出演了30多部电影和电视节目。她凭借在《万岁，玛丽！》中的角色获得第七届莫斯科国际电影节最佳女演员奖。